# Synagoge (Ellingen)

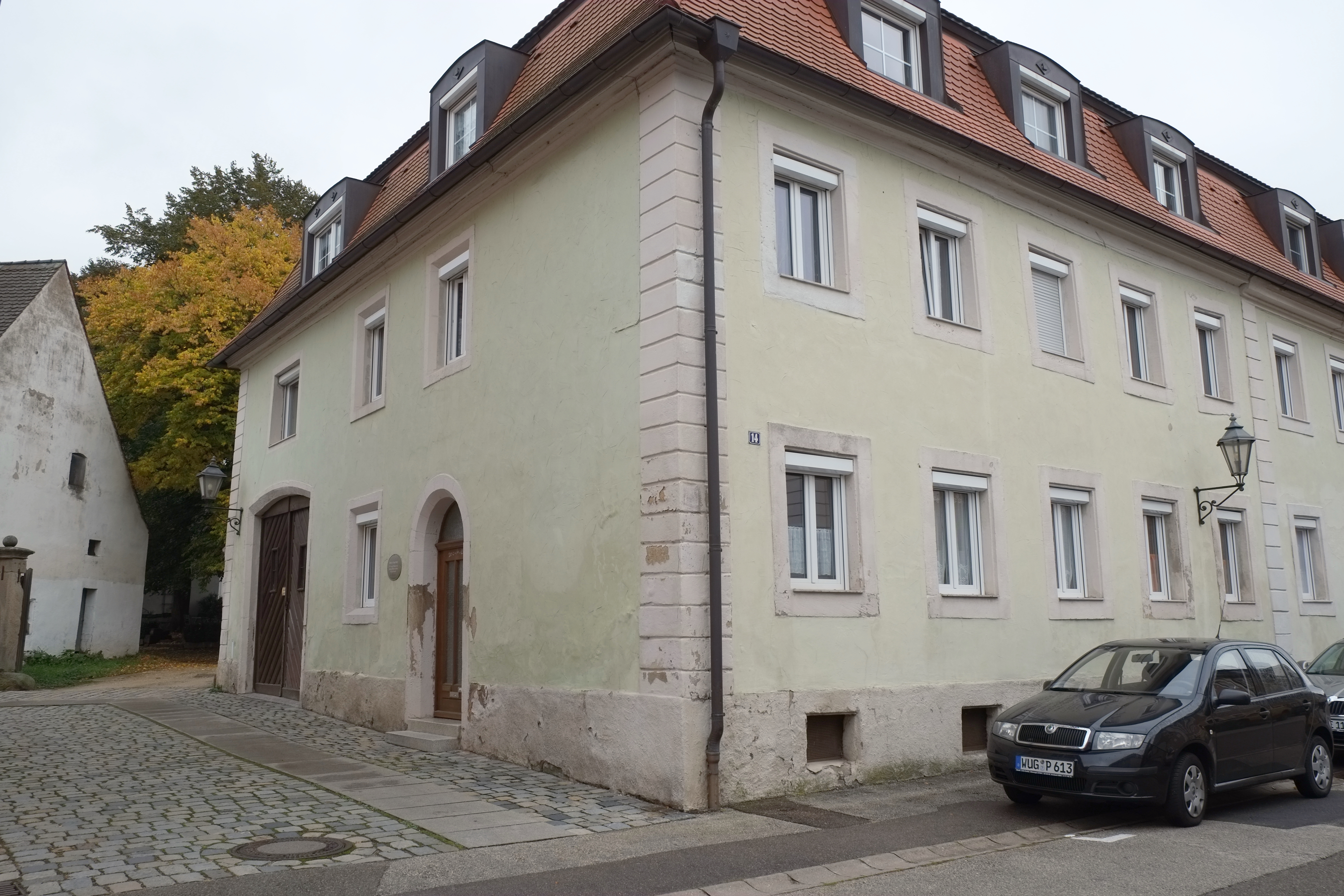
Ehemalige Synagoge in Ellingen

Die Synagoge in Ellingen, einer Stadt im mittelfränkischen Landkreis Weißenburg-Gunzenhausen in Bayern, wurde 1757 errichtet. Die profanierte Synagoge mit der postalischen Adresse Neue Gasse 14 ist ein geschütztes Baudenkmal.

## Geschichte
Vermutlich gab es bereits im 17. Jahrhundert einen Betsaal für die jüdischen Familien in Ellingen. Urkundlich sind Juden erstmals für das Jahr 1542 im Ort belegt. 
Im Jahr 1741 kaufte der jüdische Hoffaktor Samuel Landauer ein Palais (Palais Landauer) und ließ es im Stil des Barock umbauen. Es wurde unter anderem der Barocksaal im ersten Stock geschaffen, der der jüdischen Gemeinde in Ellingen als Betsaal diente, bis sie ein eigenes Synagogengebäude errichten konnte. Dieses wurde 1757 nach den Plänen des Deutschordens-Baumeister Matthias Binder als Gemeindezentrum mit rituellem Bad (Mikwe) und  Lehrer- bzw. Vorbeterwohnung errichtet.
Beim Novemberpogrom 1938 wurde die Synagoge durch ein aus der Umgebung kommendes SS-Kommando geschändet und das Inventar zerschlagen. Am 17. November 1938 kam das Gebäude in den Besitz einer nichtjüdischen Familie. In den 1960er Jahren wurde die Synagoge in ein Wohnhaus umgebaut.